# Championnat d'Afrique des nations féminin de handball 2002
Navigation
Algérie 2000 Égypte 2004
La 15e édition du championnat d'Afrique des nations féminin de handball a eu lieu à Casablanca et Rabat au Maroc du 19 au 27 avril 2002. Le tournoi réunit les meilleures équipes féminines de handball en Afrique et est joué en même temps que le tournoi masculin.
En finale, l'Angola s'impose 30 à 21 face à l'Côte d'Ivoire et remporte son 6e titre dans la compétition. La Tunisie complète le podium. Ces trois équipes sont qualifiées pour le championnat du monde 2003.

## Modalités
Le premier tour regroupe 9 équipes réparties en 3 poules de 3 équipes. Les deux premières équipes se qualifient pour le deuxième tour qui regroupe 6 équipes réparties en 2 poules de 3 équipes. Les 3 équipes classées dernières du premier tour s'affrontent pour déterminer leur classement.
Les deux premières équipes de chaque poule du deuxième tour se qualifient pour les demi-finales tandis que les 2 équipes classées troisièmes s'affrontent pour la 5e place.
Le tirage au sort est effectué le samedi 19 janvier 2002 au siège de la deuxième chaîne de télévision du Maroc par le comité d'organisation de la Coupe d'Afrique des Nations de handball ainsi que les membres de la Confédération africaine de handball.

## Premier tour

### Groupe A
|   | Équipe   | Pts | J | G | N | P | Bp | Bc | Diff |
| - | -------- | --- | - | - | - | - | -- | -- | ---- |
| 1 | Tunisie  | 4   | 2 | 2 | 0 | 0 | 65 | 32 | 33   |
| 2 | Cameroun | 2   | 2 | 1 | 0 | 1 | 45 | 38 | 7    |
| 3 | Maroc    | 0   | 2 | 0 | 0 | 2 | 22 | 62 | -40  |

| Date          | Équipe 1 | Score   | Équipe 2 |
| ------------- | -------- | ------- | -------- |
| 19 avril 2002 | Tunisie  | 38 – 11 | Maroc    |
| 20 avril 2002 | Maroc    | 11 – 24 | Cameroun |
| 21 avril 2002 | Tunisie  | 27 – 21 | Cameroun |

### Groupe B
|   | Équipe        | Pts | J | G | N | P | Bp | Bc | Diff |
| - | ------------- | --- | - | - | - | - | -- | -- | ---- |
| 1 | Angola        | 4   | 2 | 2 | 0 | 0 | 62 | 32 | 30   |
| 2 | Côte d'Ivoire | 2   | 2 | 1 | 0 | 1 | 48 | 38 | 10   |
| 3 | Gabon         | 0   | 2 | 0 | 0 | 2 | 28 | 68 | -40  |

| Date          | Équipe 1      | Score   | Équipe 2      |
| ------------- | ------------- | ------- | ------------- |
| 19 avril 2002 | Angola        | 36 – 16 | Gabon         |
| 20 avril 2002 | Gabon         | 12 – 32 | Côte d'Ivoire |
| 21 avril 2002 | Côte d'Ivoire | 16 – 26 | Angola        |

### Groupe C
|   | Équipe   | Pts | J | G | N | P | Bp | Bc | Diff |
| - | -------- | --- | - | - | - | - | -- | -- | ---- |
| 1 | Algérie  | 4   | 2 | 2 | 0 | 0 | 62 | 43 | 19   |
| 2 | Congo    | 2   | 2 | 1 | 0 | 1 | 64 | 48 | 16   |
| 3 | RD Congo | 0   | 2 | 0 | 0 | 2 | 35 | 70 | -35  |

| Date          | Équipe 1 | Score   | Équipe 2 |
| ------------- | -------- | ------- | -------- |
| 19 avril 2002 | RD Congo | 15 – 41 | Congo    |
| 20 avril 2002 | Algérie  | 29 – 20 | RD Congo |
| 21 avril 2002 | Congo    | 23 – 33 | Algérie  |

## Deuxième tour

### Groupe I
|   | Équipe  | Pts | J | G | N | P | Bp | Bc | Diff |
| - | ------- | --- | - | - | - | - | -- | -- | ---- |
| 1 | Angola  | 4   | 2 | 2 | 0 | 0 | 58 | 41 | 17   |
| 2 | Tunisie | 0   | 1 | 0 | 0 | 1 | 21 | 27 | -6   |
| 3 | Congo   | 0   | 1 | 0 | 0 | 1 | 20 | 31 | -11  |

| Date          | Équipe 1 | Score   | Équipe 2 |
| ------------- | -------- | ------- | -------- |
| 23 avril 2002 | Angola   | 27 – 21 | Tunisie  |
| 24 avril 2002 | Angola   | 31 – 20 | Congo    |
| 25 avril 2002 | Tunisie  | -       | Congo    |

### Groupe II
|   | Équipe        | Pts | J | G | N | P | Bp | Bc | Diff |
| - | ------------- | --- | - | - | - | - | -- | -- | ---- |
| 1 | Côte d'Ivoire | 4   | 2 | 2 | 0 | 0 | 46 | 41 | 5    |
| 2 | Algérie       | 0   | 1 | 0 | 0 | 1 | 19 | 20 | -1   |
| 3 | Cameroun      | 0   | 1 | 0 | 0 | 1 | 22 | 26 | -4   |

| Date          | Équipe 1      | Score   | Équipe 2 |
| ------------- | ------------- | ------- | -------- |
| 23 avril 2002 | Côte d'Ivoire | 26 – 22 | Cameroun |
| 24 avril 2002 | Côte d'Ivoire | 20 – 19 | Algérie  |
| 25 avril 2002 | Algérie       |         | Cameroun |

## Tour final
|  | Demi-finales  | Demi-finales  |                        |    | Finale        | Finale        |
|  | Demi-finales  | Demi-finales  |                        |    | Finale        | Finale        |
|  |               |               |                        |    |               |               |
|  | 26 avril 2002 | 26 avril 2002 |                        |    | 28 avril 2002 | 28 avril 2002 |
|  | 26 avril 2002 | 26 avril 2002 |                        |    | 28 avril 2002 | 28 avril 2002 |
|  | Angola        | 33            |                        |    | 28 avril 2002 | 28 avril 2002 |
|  | Angola        | 33            |                        |    | 28 avril 2002 | 28 avril 2002 |
|  | Algérie       | 21            |                        |    | 28 avril 2002 | 28 avril 2002 |
|  | Algérie       | 21            | Angola                 | 30 |               |               |
|  | 26 avril 2002 |               | Angola                 | 30 |               |               |
|  |               | Côte d'Ivoire | 21                     |    |               |               |
|  | Côte d'Ivoire | Côte d'Ivoire | 21                     | 24 |               |               |
|  | Côte d'Ivoire |               |                        | 24 |               |               |
|  | Tunisie       | 20            |                        |    |               |               |
|  | Tunisie       | 20            | Match pour la 3e place |    |               |               |
|  |               |               |                        |    |               |               |
|  | 27 avril 2002 |               |                        |    |               |               |
|  |               |               |                        |    |               |               |
|  | Algérie       | 20            |                        |    |               |               |
|  | Algérie       | 20            |                        |    |               |               |
|  | Tunisie       | 31            |                        |    |               |               |
|  | Tunisie       | 31            |                        |    |               |               |

### Match pour la5eplace
| 26 avril 2002 | Cameroun | 29 - 23 | Congo |  |
| 26 avril 2002 | (9-8)    |         |       |  |

## Classement final
| Rang                        | Pays          |
| --------------------------- | ------------- |
| Médaille d'or, Afrique      | Angola        |
| Médaille d'argent, Afrique  | Côte d'Ivoire |
| Médaille de bronze, Afrique | Tunisie       |
| 4                           | Algérie       |
| 5                           | Cameroun      |
| 6                           | Congo         |
| 7                           | Gabon         |
| 8                           | RD Congo      |
| 9                           | Maroc         |